# Дингельштедт, Николай Фёдорович фон (композитор)
Николай Фёдорович фон Дингельштедт (нем. Nikolaj Fedorovich Dingelstädt; 24 ноября (6 декабря) 1832 — 15 (27) апреля 1882, Санкт-Петербург) — российский композитор, автор популярных романсов.

## Биография
Родился 24 ноября (6 декабря) 1832 года в семье майора Фёдора Андреевича фон Дингельштедта (03.01.1788—20.09.1850). Его дед — Кристиан Адольф Людвиг фон Дингельштедт (нем. Christian Adolph Ludwig Dingelstädt; 28 августа 1741, Гартов — 29 декабря 1790, Рига). Брат — Фёдор Фёдорович фон Дингельштедт (07.01.1828—25.03.1907).
Будучи композитором, написал ряд романсов, получивших широкую известность. Среди наиболее популярных — романсы «Ужель страдать» и «Слеза».
Скончался 15 (27) апреля 1882 года в Санкт-Петербурге и похоронен с отцом на Никольском кладбище Александро-Невской лавры.
У Николая Фёдоровича и Александры Николаевны Дингельштедт 26 августа 1858 года родилась дочь Екатерина.